# Unterleib
Unterleib ist eine heute noch volkstümlich verwendete Bezeichnung für die Eingeweide des Beckens. Der Begriff wird in der Alltagssprache verwendet als unspezifische Sammelbezeichnung für innere Organe der Bauchhöhle, die Harnblase und bei Frauen die Gebärmutter, teilweise auch zur Umschreibung der Geschlechtsorgane. 
Früher gab es auch in der Medizin noch den Sammelbegriff Unterleibserkrankung (oder Unterleibsaffektion) für unterschiedliche Krankheitsbilder, die Darm, Blase oder die weiblichen Fortpflanzungsorgane betrafen. Der Begriff wurde häufig als Euphemismus verwendet, um gesundheitliche Probleme nicht konkret benennen zu müssen. 
Im Volksmund ist Unterleib vor allem ein Synonym für die Gebärmutter und entsprechend Unterleibsbeschwerden eine Umschreibung für so genannte Frauenkrankheiten. 
Unterleib kann umgangssprachlich auch die Bezeichnung für den gesamten Unterkörper samt Beinen sein. Als Attraktion auf Jahrmärkten gab es früher oft eine „Frau ohne Unterleib“, wobei mit Hilfe von Spiegeln eine optische Täuschung erzielt wurde, so dass es so aussah, als habe eine Frau keine Beine und sitze direkt mit der Hüfte auf einem Tisch.